# Anasa scorbutica
Anasa scorbutica är en insektsart som först beskrevs av Fabricius 1775.  Anasa scorbutica ingår i släktet Anasa och familjen bredkantskinnbaggar. Inga underarter finns listade i Catalogue of Life.